# Marie de L'Épinay
Ève Olivia Angela Josépha de Bradi, baronne de Bruchez, más conocida como Marie de L'Épinay (Rebréchien, 1802 - París, 30 de enero de 1864) fue una escritora francesa.

## Biografía
Hija de la condesa Pauline de Bradi que tenía un salón literario y fue un colaboradora de la Journal des dames et des modes a partir de 1818, Marie de L'Epinay fue invitada por la duquesa de Berry a los bailes de la corte.
Su marido, el oficial suizo Stephen Bruchez de Epinay, prefería que se encargara de sus hijos en lugar de escribir. Sin embargo, ella publicó numerosos versos, cuentos, novelas costumbristas, obras de teatro y artículos de prensa, varios de los que, en 1835, aparecieron en el Journal des Femmes.
También escribió la música durante unos romances y en 1836, trabajó en la Biographie des femmes auteurs contemporaines. Célebre por su nombre, también lo fue por sus seudónimos como Ève de Bruchez o Ève de Bradi (a veces Brady), fue la propietaria y redactora jefe del Journal des dames et des modes (5 de julio de 1836 - 19 de enero de 1839).
Desde 1839 se lleva a cabo las importantes chronique de mode revistas otras de las mujeres, tales como La Sylphide (julio de 1840 a 1847) y Paris Élégant (1845) y la columna literaria de La Corbeille de Mariage (1847-1848) y el Journal des Jeunes Personnes. También escribió en L’Écho français en 1846.

## Obras
- Deux Souvenirs, Olivier, 1836
- Deux Études, Paris, 1837
- Les Femmes célèbres, París, 1838
- Rosette, 2 vols., Magen, 1844
- Aimer et mourir, folletín, 1844
- L'École d'un fat, comedia en 1 acto en prosa, con Armand-Numa Jautard, 1844
- Berthilde, 2 vols., Magen, 1845
- La femme du diable, folletín, 1846
- Les Trois Grâces, París, 1846
- Les Beautés de l'âme, Janet, 1847
- Les quatre fils Aymon, de Vigny, 1850
- Sœur Agathe, de Vigny, 1850
- Blanche, de Vigny, 1852
- La cave aux diamants, de Vigny, 1852
- Clara de Noirmont, Leclercq, 1860
- Les Contes de nuit, Dentu, 1864
- Cours de morale, sin fecha.